# Artena bivirgata
Artena bivirgata är en fjärilsart som beskrevs av Pieter Cornelius Tobias Snellen 1885. Artena bivirgata ingår i släktet Artena och familjen nattflyn. Inga underarter finns listade i Catalogue of Life.